# Feliks Fornalczyk
Feliks Fornalczyk (ur. 30 maja 1928 w Łysej Górze koło Zawiercia  – zm. 20 listopada 1987 w Mosinie) – polski eseista i krytyk literacki
Ukończył filologię polską na Uniwersytecie Jagiellońskim. Uzyskał w 1974 r. stopień doktora na Uniwersytecie im. Adama Mickiewicza za rozprawę o twórczości Syrokomli. Debiutował w 1955 r. na łamach prasy jako krytyk literacki. W latach 1958–1959 był redaktorem Polskiego Radia w Krakowie i Szczecinie. W roku 1957 pełnił funkcję redaktora tygodnika społeczno-kulturalnego "Ziemia i Morze" w Szczecinie. Od 1959 r. był redaktorem Polskiego Radia w Poznaniu. Został pochowany na Cmentarzu Junikowo w Poznaniu w Alei Zasłużonych.

## Nagrody
- 1967 - nagroda miasta Poznania
- 1985 - Nagroda Ministra Kultury i Sztuki II stopnia.

## Twórczość wybrana - eseje i szkice
- Znaki życia
- Przypisani do ziemi
- Hardy lirnik wioskowy
- Znani i nieznani
- Młodsi, starsi...
- Oswajanie z teraźniejszością
- Świadomość dziedzictwa